# Ngöbe-Buglé
Ngöbe-Buglé és una comarca indígena de Panamà. Va ser creada en 1997 a partir de terres de la província de Bocas del Toro, Província de Chiriquí i la Província de Veraguas. La seva capital és Quebarda Guabo. La comarca està habitada per l'ètnia ngöbe-buglé i s'estima que habiten 128.978 persones (2004); l'àrea de la comarca comprèn 6.968 km². La comarca es divideix en set districtes i 58 corregimientos: 
| Districte  | Capital        | Àrea (km²) | Població (2004) | Corregimientos |
| Besikó     | Soloy          | 752.4      | 19575           | 8              |
| Kankintú   | Bisira         | 2411       | 24091           | 9              |
| Kusapín    | Kusapín        | 1919.2     | 17141           | 7              |
| Mironó     | Hato Pilón     | 332.3      | 11972           | 8              |
| Müna       | Chichica       | 811.9      | 32673           | 12             |
| Nole Duima | Cerro Iglesias | 166        | 11017           | 5              |
| Ñürüm      | Buenos Aires   | 575        | 12509           | 9              |